# Bahnstrecke Köln–Frechen
| |       | Hafen Niehl I                           |                                         |
| Dienststation / Betriebs- oder Güterbahnhof | 0,0   | Bft Köln-Niehl Hafen                    | Bft Köln-Niehl Hafen                    |
| Kreuzung mit U-Bahn mit Tunnelstrecke |       | Stadtbahn 16                            | Stadtbahn 16                            |
| Dienststation / Betriebs- oder Güterbahnhof | 2,3   | Bft Köln-Niehl                          | Bft Köln-Niehl                          |
| Abzweig geradeaus und nach rechts | 3,0   | Industriestammgleis I+II (s. u.)        | Industriestammgleis I+II (s. u.)        |
| Abzweig geradeaus und von rechts | 3,5   | Industriestammgleis I (s. u.)           | Industriestammgleis I (s. u.)           |
| Kreuzung mit U-Bahn geradeaus unten |       | Stadtbahn 1215                          | Stadtbahn 1215                          |
| Abzweig geradeaus und ehemals nach links | ~4,0  | Awanst KVB-Hauptwerkstatt               | Awanst KVB-Hauptwerkstatt               |
| Kreuzung geradeaus unten · Abzweig quer und von links                                                                                              | 5,5   | Strecke Neuss–Köln                      | Strecke Neuss–Köln                      |
| Abzweig geradeaus und von links · Strecke nach rechts                                                                                              |       |                                         |                                         |
| ehemaliger Dienststation / Betriebs- oder Güterbahnhof                                                                                             | 6,7   | Köln-Butzweiler                         | Köln-Butzweiler                         |
| Kreuzung mit U-Bahn geradeaus unten |       | Stadtbahn 5                             | Stadtbahn 5                             |
| Kreuzung mit U-Bahn mit Tunnelstrecke |       | Stadtbahn 34                            | Stadtbahn 34                            |
| Dienststation / Betriebs- oder Güterbahnhof | 9,7   | Köln-Bickendorf                         | Köln-Bickendorf                         |
| Strecke von links · Abzweig nach links und nach rechts · Strecke von rechts                                                                        |       |                                         |                                         |
| Abzweig geradeaus und nach links · Strecke von rechts · Strecke                                                                                    | ~10,0 | Anst Max Becker                         | Anst Max Becker                         |
| Kreuzung geradeaus unten · Kreuzung geradeaus unten · Abzweig quer und nach links                                                                  | 10,5  | Strecke Aachen–Köln                     | Strecke Aachen–Köln                     |
| Strecke |       |                                         |                                         |
| Strecke nach links · Abzweig ehemals quer, von rechts und ehemals von links · Betriebs-/Güterbahnhof Streckenende und quer (Strecke außer Betrieb) |       | Bahnhof Melaten                         | Bahnhof Melaten                         |
| Abzweig geradeaus und von rechts | 11,4  | Anst Coelner Benzin Raffinerie          | Anst Coelner Benzin Raffinerie          |
| ehemaliger Dienststation / Betriebs- oder Güterbahnhof                                                                                             |       | Köln-Braunsfeld                         | Köln-Braunsfeld                         |
| Kreuzung mit U-Bahn | 11,9  | Stadtbahn 1                             | Stadtbahn 1                             |
| Abzweig mit U-Bahn geradeaus und von links | 12,8  | Lind (Abzw) Stadtbahn 7                 | Lind (Abzw) Stadtbahn 7                 |
| Haltepunkt / Haltestelle | 13,9  | Stüttgenhof                             | Stüttgenhof                             |
| Haltepunkt / Haltestelle | 15,3  | Marsdorf                                | Marsdorf                                |
| Bahnhof | 16,1  | Haus Vorst                              | Haus Vorst                              |
| Abzweig geradeaus und ehemals von links | 17,9  | Grundig (Anst)                          | Grundig (Anst)                          |
| Abzweig geradeaus und ehemals nach rechts | 18,6  | Gleisanschlüsse                         | Gleisanschlüsse                         |
| Strecke von links · Abzweig geradeaus und nach rechts                                                                                              |       | Stadtbahn 7                             | Stadtbahn 7                             |
| Strecke · Dienststation / Betriebs- oder Güterbahnhof                                                                                              | 18,6  | Frechen                                 | Frechen                                 |
| Haltepunkt / Haltestelle · Strecke |       | Frechen Bf                              | Frechen Bf                              |
| Bahnhof · Strecke |       | Frechen Kirche                          | Frechen Kirche                          |
| Haltepunkt / Haltestelle · Strecke |       | Frechen Rathaus                         | Frechen Rathaus                         |
| Bahnhof · Strecke |       | Mühlengasse                             | Mühlengasse                             |
| Kreuzung geradeaus unten · Abzweig geradeaus und nach rechts                                                                                       | 20,3  | Frechen Quarzwerke (Anst)               | Frechen Quarzwerke (Anst)               |
| Kopfbahnhof Streckenende · ehemaliger Bahnhof |       | Frechen-Benzelrath Stadtbahn 7          | Frechen-Benzelrath Stadtbahn 7          |
| Abzweig geradeaus und ehemals nach rechts |       | ehem. Bergheimer Kreisbahn nach Mödrath | ehem. Bergheimer Kreisbahn nach Mödrath |
| Grenze | 20,6  | Eigentümergrenze HGK / RWE Power        | Eigentümergrenze HGK / RWE Power        |
| Strecke |       | zur Nord-Süd-Bahn                       | zur Nord-Süd-Bahn                       |

|                                             |     | Anst Infineum                        |                                      |
| Abzweig geradeaus und von links             | 1,4 | Anst RMVA / Ford West                | Anst RMVA / Ford West                |
| Abzweig geradeaus und von rechts            |     | Anst Akzo Nobel / Anterist+Schneider | Anst Akzo Nobel / Anterist+Schneider |
| Abzweig geradeaus und nach rechts           |     | Verbindungskurve zur Stammstrecke    | Verbindungskurve zur Stammstrecke    |
| Abzweig geradeaus und von links             |     | Industriestammgleis II (s. u.)       | Industriestammgleis II (s. u.)       |
| Abzweig geradeaus und von rechts            |     | Stammstrecke (s. o.)                 | Stammstrecke (s. o.)                 |
| Dienststation / Betriebs- oder Güterbahnhof | 0,0 | Köln-Niehl                           | Köln-Niehl                           |
| Strecke                                     |     | Stammstrecke (s. o.)                 | Stammstrecke (s. o.)                 |

|                                                      | 5,7 | Anst Ford-Ersatzteillager     | Anst Ford-Ersatzteillager     |
|                                                      |     | heutiges Gleisende            |                               |
| Abzweig geradeaus und nach links                     |     | Anst Heizkraftwerk Merkenich  | Anst Heizkraftwerk Merkenich  |
| Strecke                                              | 2,5 | Anst Wacker Chemie            | Anst Wacker Chemie            |
| Strecke · Abzweig geradeaus und von links            |     | Anst Ford Ost                 | Anst Ford Ost                 |
| Strecke · Abzweig geradeaus und von links            |     | Anst Huppertz                 | Anst Huppertz                 |
| Strecke · Abzweig geradeaus und von links            |     | Anst LMK Logistik             | Anst LMK Logistik             |
| Abzweig geradeaus und von rechts · Strecke           |     | Anst ABX Logistics            | Anst ABX Logistics            |
| Verschwenkung nach links · Verschwenkung nach rechts |     |                               |                               |
| Abzweig geradeaus und von rechts                     |     | Industriestammgleis I (s. o.) | Industriestammgleis I (s. o.) |
| Abzweig geradeaus und von rechts                     |     | Stammstrecke (s. o.)          | Stammstrecke (s. o.)          |
| Dienststation / Betriebs- oder Güterbahnhof          | 0,0 | Köln-Niehl                    | Köln-Niehl                    |
| Strecke                                              |     | Stammstrecke (s. o.)          | Stammstrecke (s. o.)          |
|                                                      |     |                               |                               |
| Quellen:                                             |     |                               |                               |

Die Bahnstrecke Köln–Frechen führt vom Hafen in Köln-Niehl nach Frechen-Benzelrath westlich von Köln. Die ehemalige, auch Klüttenbahn genannte Stammstrecke der Köln-Frechen-Benzelrather Eisenbahn (KFBE) wird heute von der Häfen und Güterverkehr Köln betrieben.

## Geschichte
Die Köln-Frechen-Benzelrather Eisenbahn wurde 1893 von der Gemeinde Frechen gegründet. Hauptzweck war der Transport der Frechener Industrieerzeugnisse – vor allem Braunkohlenbriketts, Quarzsand und Tonröhren – zum Staatsbahnhof in Köln-Ehrenfeld. Um das zeitraubende Umladen zu ersparen, wurde ein großer Teil der Strecke – im Gegensatz zu vielen anderen Klein- und Nebenbahnen – als Dreischienengleis in Normalspur und Meterspur ausgeführt. Der Personenverkehr wurde schmalspurig, der Güterverkehr auf Normalspur abgewickelt.
Gebaut wurde die Strecke von dem Bauunternehmen Hermann Hager. 1894 erfolgte die Betriebsaufnahme. Die Betriebsführung übernahm die Lokalbahn Bau- und Betriebsgesellschaft Hiedemann & Co, die 1898 in der Continentalen Eisenbahn-Bau- und Betriebs-Gesellschaft aufging. 1896 nahm die Bergheimer Kreisbahn als Verlängerung der Bahnstrecke nach Benzelrath ihre Strecke über Mödrath nach Kerpen in Betrieb. Durchgehende Personenzüge gab es aber nicht, in Benzelrath musste umgestiegen werden.

### Übernahme in Kölner Besitz
Der Güterverkehr entwickelte sich so stark, dass ein Ausbau der Gleisanlagen schon nach wenigen Jahren erforderlich wurde. Dazu aber fehlten der Gemeinde Frechen die finanziellen Mittel. So wurde die Bahn zum 1. Januar 1904 für 1.018.335 Mark an die Stadt Köln verkauft, welche den Ausbau in Angriff nahm. Die Stadt übernahm mit der Köln-Frechen-Benzelrather Eisenbahn auch die Betriebsführung.
Die Güterzugstrecke wurde zum Teil zweigleisig ausgebaut und eine Umgehungsstrecke für das Frechener Ortszentrum erbaut. Der Personenverkehr wurde 1914 von den dampfbetriebenen Schmalspurzügen auf elektrischen Betrieb umgestellt, der wie die Kölner Straßenbahn auf Normalspur verkehrte. Diese neue Personenzugstrecke wurde im Kölner Stadtgebiet auch teilweise neu trassiert.

### Ausbau des Güternetzes
Nach dem Ersten Weltkrieg wurde die Güterzugstrecke der KFBE innerhalb Kölns verlängert. 1925 erreichte das Streckennetz den neuerbauten Rheinhafen in Köln-Niehl. Damit war die Brikettverladung auf Schiffe möglich geworden. In den folgenden Jahren wurden die Verschiebe- und Übergabebahnhöfe in Köln-Braunsfeld, Köln-Bickendorf und Köln-Niehl immer wieder ausgebaut, und immer mehr Industriebetriebe Kölns erhielten ein eigenes Anschlussgleis. Auch ein Anschluss zur Hauptwerkstätte der Kölner Straßenbahn in Köln-Weidenpesch wurde gebaut.
Mit der Ansiedlung der Fordwerke nördlich von Niehl wurde die Strecke als Industriestammgleis bis dahin verlängert. Auch das benachbarte Werk des Faserherstellers Glanzstoff wurde so an das Schienennetz angebunden.
Im Personenverkehr hingegen änderte sich lange Zeit nichts. Im Gegensatz zu den rechtsrheinischen Vorortbahnen war der Verkehr relativ gering. Zudem wurde die Strecke in Teilabschnitten als Eisenbahn und nicht als Straßenbahn betrieben. Dies erforderte besonders ausgebildete Fahrer und einige Zusatzeinrichtungen an den Wagen.

### Nach dem Zweiten Weltkrieg
Nach dem Wiederaufbau wurden die 1950er Jahre durch zwei Entwicklungen gekennzeichnet: Auf der einen Seite nahm der Brikettverkehr stark ab, während andererseits im Norden Niehls weitere Industriebetriebe angesiedelt wurden. Somit verlagerte sich der verkehrliche Schwerpunkt immer mehr in den Abschnitt Bickendorf–Niehl. Die Transportleistungen im Güterverkehr gingen zusehends zurück, und zu Beginn der 1960er Jahre wurde der Güterverkehr defizitär.
Dem begegnete die Stadt Köln als Eigner der Bahn mit der zunehmenden Ausnutzung von Synergieeffekten und anderen Rationalisierungsmaßnahmen. Schon 1955 übernahmen die Kölner Verkehrsbetriebe (KVB) die KFBE als Unterabteilung. Ab 1953 kamen neue Triebwagen für den Personenzugverkehr, die weitgehend baugleich mit den Triebwagen der anderen Kölner Vorortbahnlinien waren. Im Güterverkehr wurden die Dampflokomotiven durch Diesellokomotiven ersetzt. Dabei achtete man auf Baugleichheit mit den gleichzeitig beschafften Lokomotiven der Köln-Bonner Eisenbahnen (KBE), deren Haupteigentümer ebenfalls die Stadt Köln war. Auch die Trennung von Hafenbahnen und KFBE wurde für den Hafen Niehl aufgehoben.
Ab 1968 wurde der Personenverkehr an Sonn- und Feiertagen für einige Zeit mit Bussen betrieben. 1969 wurde die bisherige Linie F (für Frechen) als letzte der Kölner Vorortbahnstrecken in das Straßenbahnsystem integriert. Es wird seitdem mit Straßenbahn- bzw. Stadtbahnwagen betrieben. Allerdings stellte die KFBE noch bis Anfang der 1980er Jahre das Fahrpersonal für die SL 20, was sich durch die eigene blaue Eisenbahneruniform mit Schirmmütze (das weibliche Fahrpersonal noch mit Barettschiffchen im Haar) von den KVB-Straßenbahnfahrern deutlich abhob.

### Das Ende der KFBE
Im Güterverkehr drängte die Stadt Köln auf eine zunehmende Zusammenarbeit mit den KBE und den städtischen Häfen. Für die Lokomotiven von KBE und KFBE findet die Wartung seit 1982 im Betriebswerk der KBE in Brühl-Vochem statt. Da die Streckennetze von KBE und KFBE nicht verbunden sind – eine 1952 geplante Verbindungsstrecke scheiterte an den zu hohen Kosten –, wird für anstehende Überführungsfahrten entweder regelmäßig das Streckennetz der DB Netz AG zwischen Brühl, Köln West und Köln-Ehrenfeld mit Anschluss an den Bahnhof Köln-Bickendorf, oder im Ausnahmefall mittels Sondergenehmigung die Nord-Süd-Bahn der RWE Power genutzt. 1992 schließlich fusionierten die Güterverkehrsabteilungen von KBE, KFBE sowie die Kölner Rheinhäfen zur Häfen und Güterverkehr Köln AG (HGK), einer Tochter der Stadtwerke Köln. Der Personenverkehr wurde vollständig in die Hände der KVB übergeben.

## Heutige Situation

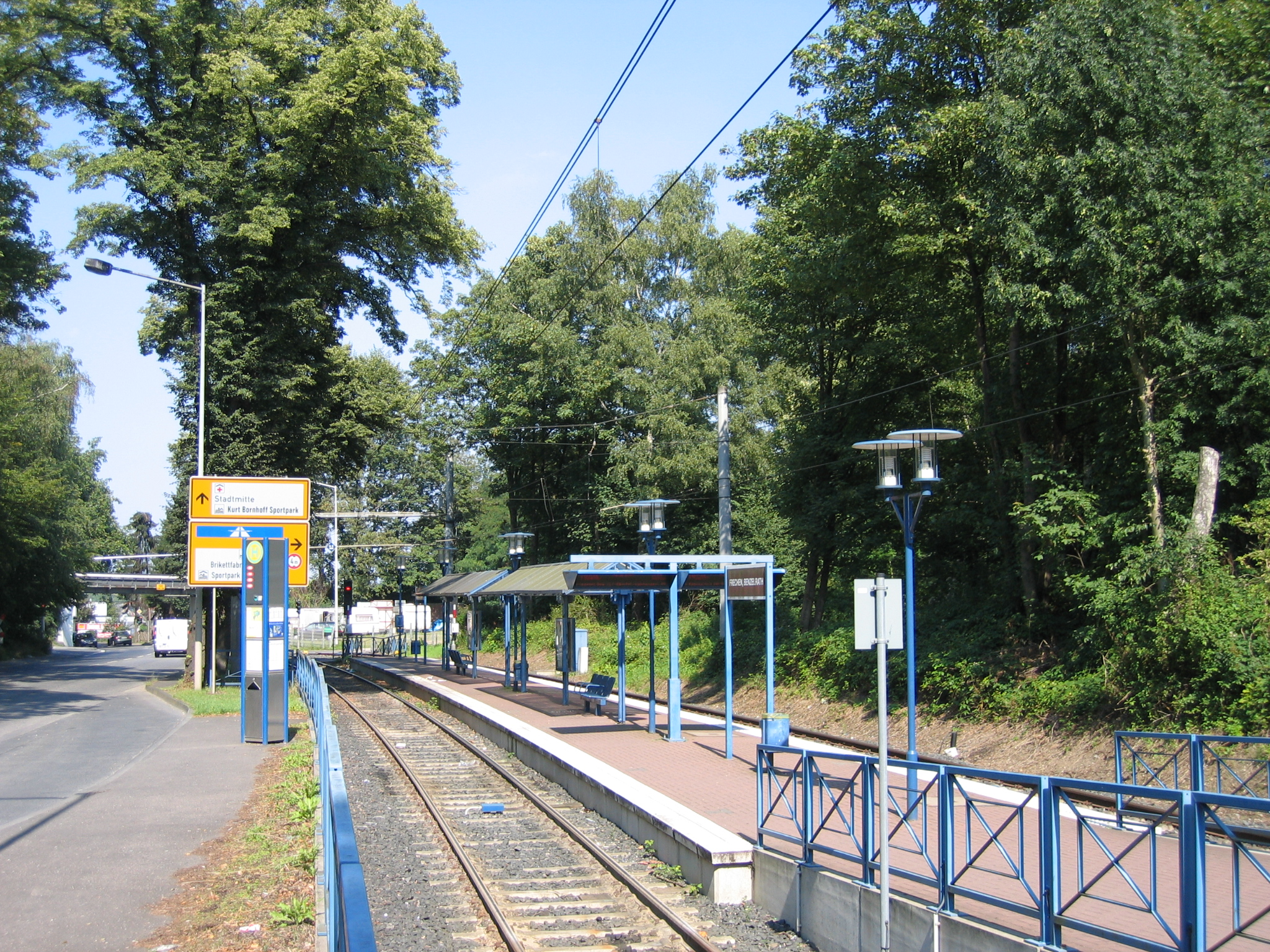
Modernisierte Stadtbahnhaltestelle Benzelrath

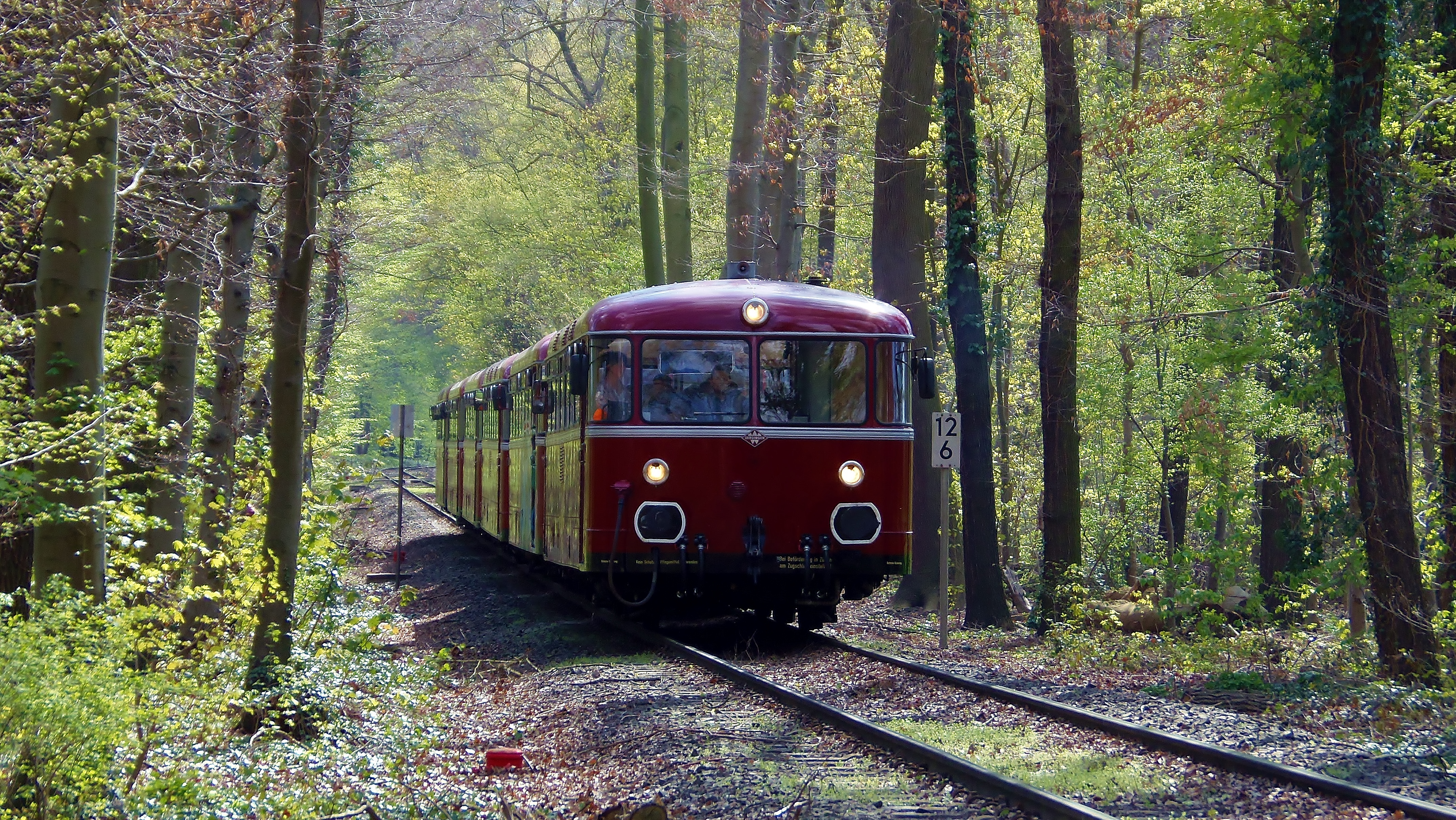
Uerdinger Schienenbus im Stadtwald

Vor allem im Personenverkehr wurde in den letzten Jahren viel investiert: Die Haltepunkte wurden grundlegend modernisiert, ein großes Park&Ride-Parkhaus wurde in Köln-Marsdorf errichtet. Die Streckenführung ist beginnend hinter der Haltestelle „Frechen Kirche“ Richtung Benzelrath nun eingleisig mitten durch die Fußgängerzone, auf der so Gastronomie und Läden Außenflächen hinzugewinnen. Auch eine Verlängerung von Benzelrath aus nach Westen ist seit einiger Zeit im Gespräch, die Trasse stadtplanerisch bereits reserviert.
Im Güterverkehr sind mittlerweile viele überflüssig gewordene Gleise, wie z. B. die Ladegleise im Bahnhof Frechen, abgebaut worden. Der Transport von Quarzsand, Ausgangsprodukten für die Automobilindustrie und Erzeugnissen dieser (insbesondere Autos) und Müll sowie von Braunkohleprodukten wie Briketts und Braunkohlenstaub (unter anderem für das Heizkraftwerk Merkenich) sind noch verblieben.
Fahrten über die sonst nur im Güterverkehr befahrenen Streckenteile von Köln-Bilderstöckchen bis Frechen werden ab und zu von der AKE-Eisenbahntouristik angeboten. Die Strecke wird dabei mit einem Uerdinger Schienenbus befahren.

## Streckenverlauf

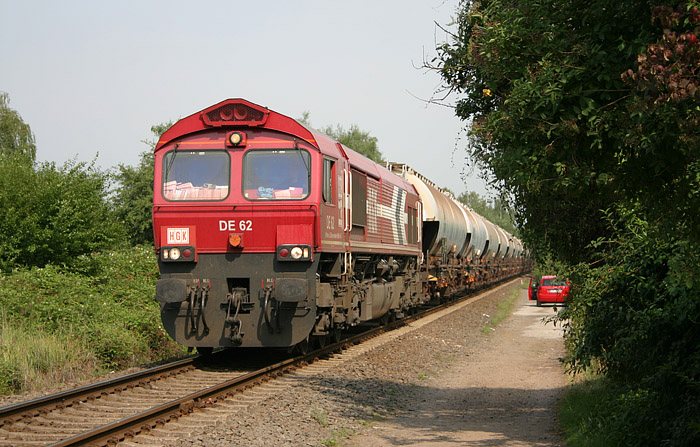
Güterzug nahe dem Gbf Köln-Niehl

### Güterbahnhof Köln-Niehl Hafen
Die Bahnstrecke beginnt heute am Hafen des Kölner Stadtteils Niehl. Sie verläuft kurz entlang der Boltensternstraße die in die Industriestraße einmündet, die hier von der Bahnstrecke überquert wird und gleichzeitig von der Stadtbahnlinie 16 in einem kurzen Tunnel unterquert. Die Stadtbahn fährt danach parallel bis zu ihrer Endhaltestelle an der Sebastianstraße. Die Bahnstrecke Köln–Frechen kreuzt die Sebastianstraße und fährt in den Güterbahnhof Köln-Niehl.

### Güterbahnhof Köln-Niehl
Der Güterbahnhof Köln-Niehl dient als Übergabebahnhof zum Güterbahnhof Köln-Niehl Hafen, zu den beiden Industriestammgleisen und dem Gleisanschluss des Schrotthändlers Broicher. Er besteht aus einem Durchfahrgleis, einer achtgleisigen Gleisharfe und drei Stumpfgleisen.
Hinter dem Güterbahnhof zweigen einige Industriegleise zu den Fordwerken ab. Die Bahnstrecke wird hier von der Neusser Straße und den Stadtbahnlinien 12 und 15 überquert. Die Strecke führt in einem großen Bogen durch die Kölner Stadtteile Weidenpesch, Bilderstöckchen und Ossendorf. Dabei unterquert sie die Linksniederrheinische Strecke, an der sie auch mit dem Güterbahnhof Köln-Nippes verbunden ist. Die Strecke überquert die A57 und kommt dann in den Bereich des ehemaligen Kölner Flughafens Butzweilerhof. Hier befand sich auch der Güterbahnhof Köln-Butzweiler, heute ist hier ein Kleingartenverein und die Strecke trifft zum dritten Mal auf die Kölner Stadtbahn. Sie wird hier von der Linie 5, kurz vor deren Haltestelle Alter Flughafen Butzweilerhof, überquert. In Köln-Bickendorf überquert die Bahnstrecke die Venloer Straße und damit die hier unterirdisch verlaufenden Stadtbahnlinien 3 und 4.

### Güterbahnhof Köln-Bickendorf
Der Güterbahnhof Köln-Bickendorf ist der zentrale Übergabebahnhof zum Schienennetz der Deutschen Bahn AG. Im Süden ist er mit dem Güterbahnhof Köln-Ehrenfeld an der Schnellfahrstrecke Köln–Aachen verbunden, im Norden mit dem Güterbahnhof Köln-Nippes an der Linksniederrheinischen Strecke.
Der Bahnhof selber ist ein einseitiger Rangierbahnhof, der aus einer fünfgleisigen Einfahrgruppe im nördlichen Teil, einem außer Betrieb befindlichen Ablaufberg und einer elfgleisigen Behandlungsgruppe im südlichen Teil besteht. Darüber hinaus bestehen hier diverse aktuelle und ehemalige Gleisanschlüsse, sowie bis 2006 ein Lokschuppen der Häfen und Güterverkehr Köln.

### Bickendorf – Lind

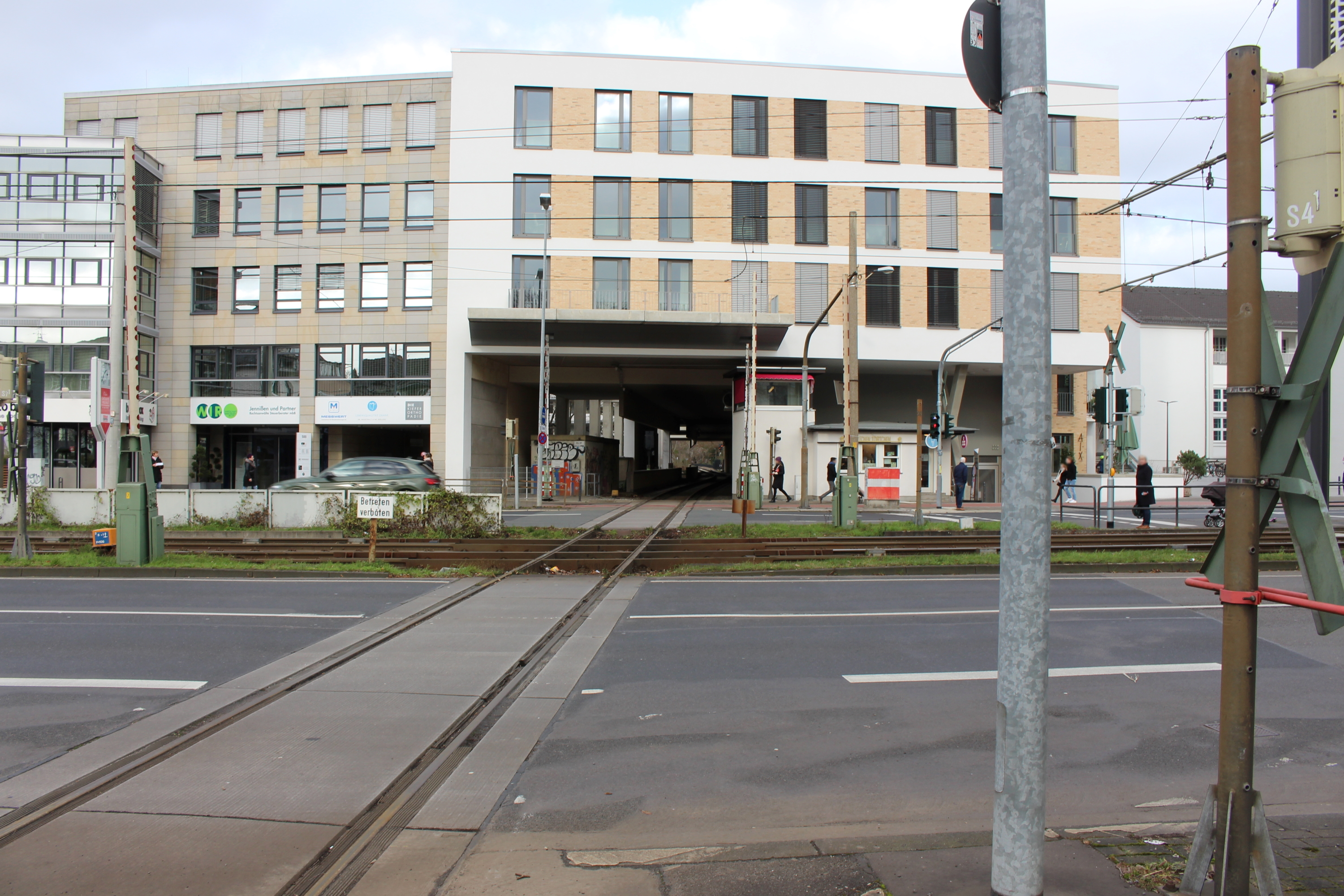
Kreuzung mit der Linie 1 der KVB. Die Strecke wurde hier mit einem Wohnhaus überbaut.

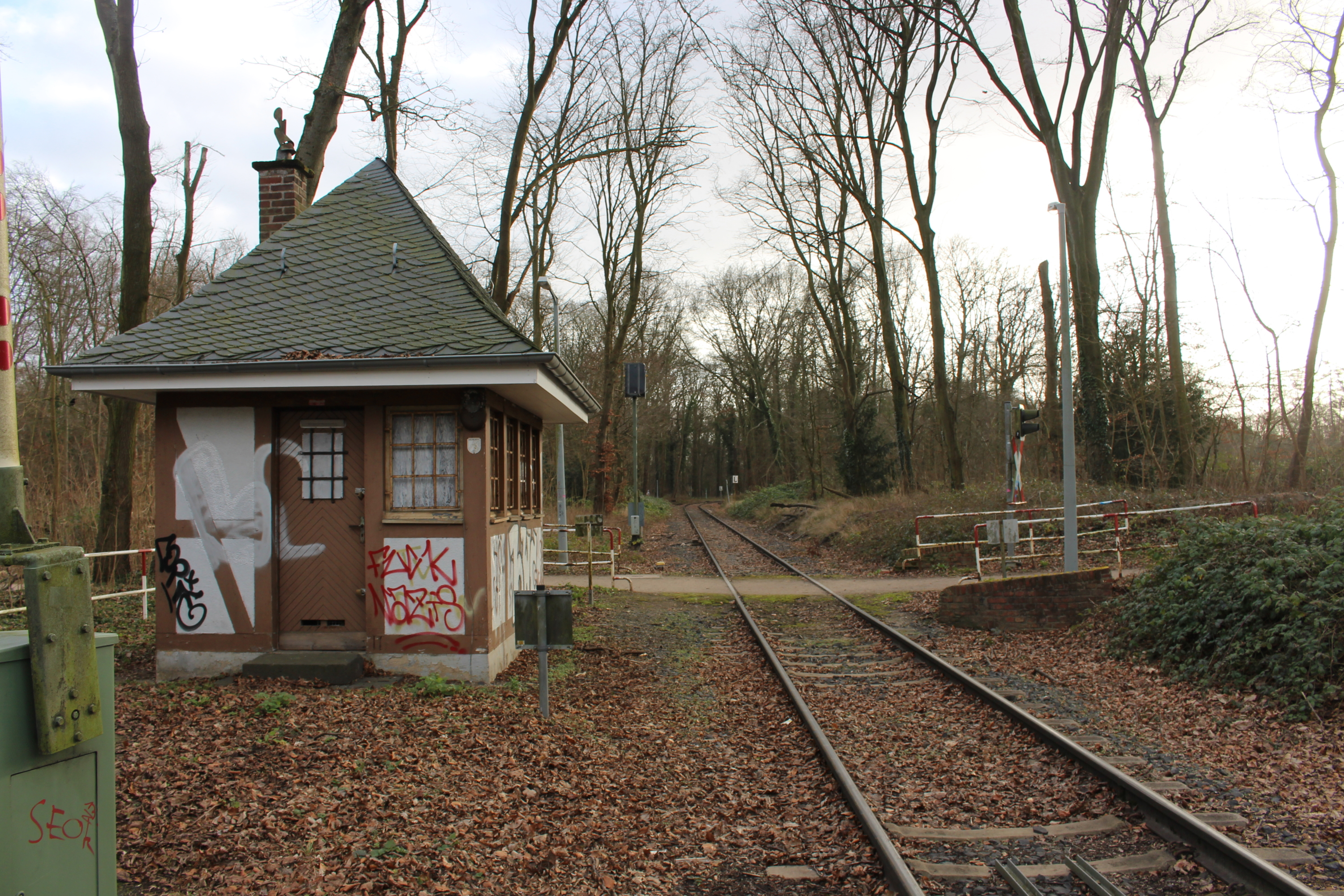
Bahnstrecke im Stadtwald

Hinter dem Güterbahnhof unterquert die Strecke die Schnellfahrstrecke nahe dem S-Bahn-Haltepunkt Köln-Müngersdorf/Technologiepark. Hier wird die Strecke eingleisig und die Höchstgeschwindigkeit beträgt nun 40 km/h.
Ab hier führt die Strecke dicht an den Häusern entlang in den Stadtteil Braunsfeld. Im Bereich des Clarenbachstifts befindet sich ein denkmalgeschütztes Schrankenwärterhäuschen, das heute als Eisdiele dient. Die Strecke und das Häuschen wurde im Jahr 2020 mit einem Wohnhaus überbaut – ein solcher Überbau einer Güterzugstrecke ist wohl weltweit einmalig. Danach trifft sie auf die Aachener Straße und damit die Gleise der KVB-Linie 1, die hier höhengleich gekreuzt werden.
Ab der Kreuzung der Friedrich-Schmidt-Straße fahren die Güterzüge durch den Kölner Stadtwald. Die Strecke ist schlecht einsehbar, fast alle Bahnübergänge sind hier unbeschrankt, daher gilt im Stadtwald eine Höchstgeschwindigkeit von 20 km/h.

### Lind – Frechen
An der Dürener Straße beginnt der Mischbetrieb von Güter- und Personenverkehr, die Straßenbahngleise der Linie 7 fädeln sich in die Strecke ein. Ab hier ist die Strecke zweigleisig und für die Stadtbahn elektrifiziert. Nach einem Stück durch den Kölner Grüngürtel hält die Stadtbahn an der Haltestelle Stüttgenhof.
Die Strecke unterquert die A4 und hält als nächstes in Köln-Marsdorf, wo sich ein großes Park&Ride-Parkhaus befindet. Ebenfalls in Marsdorf befindet sich die Haltestelle Haus Vorst, kurz dahinter beginnt die Stadt Frechen und die Bahnstrecke unterquert die A1.

### Bahnhof Frechen

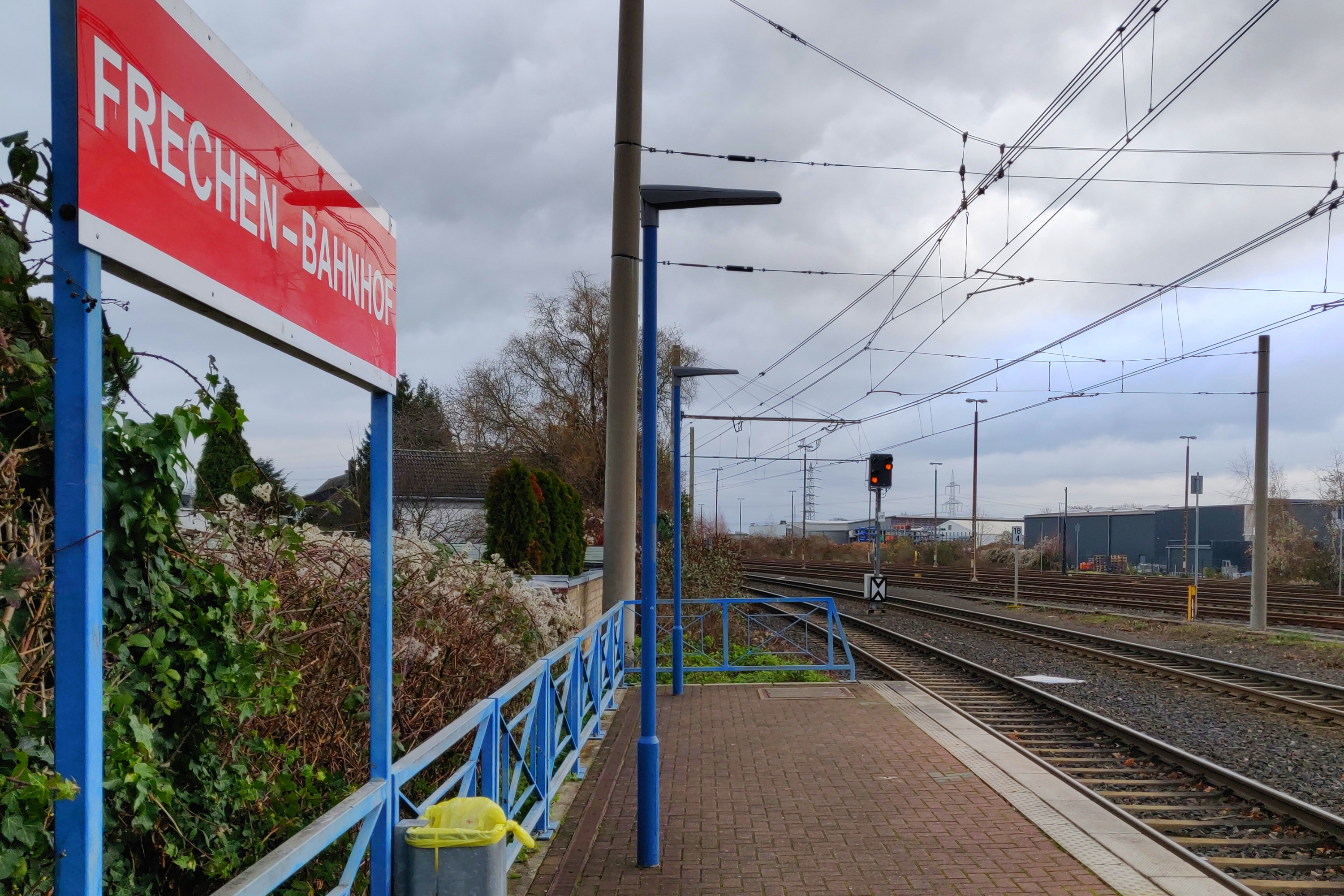
Bahnsteig der Stadtbahn im Frechener Bahnhof

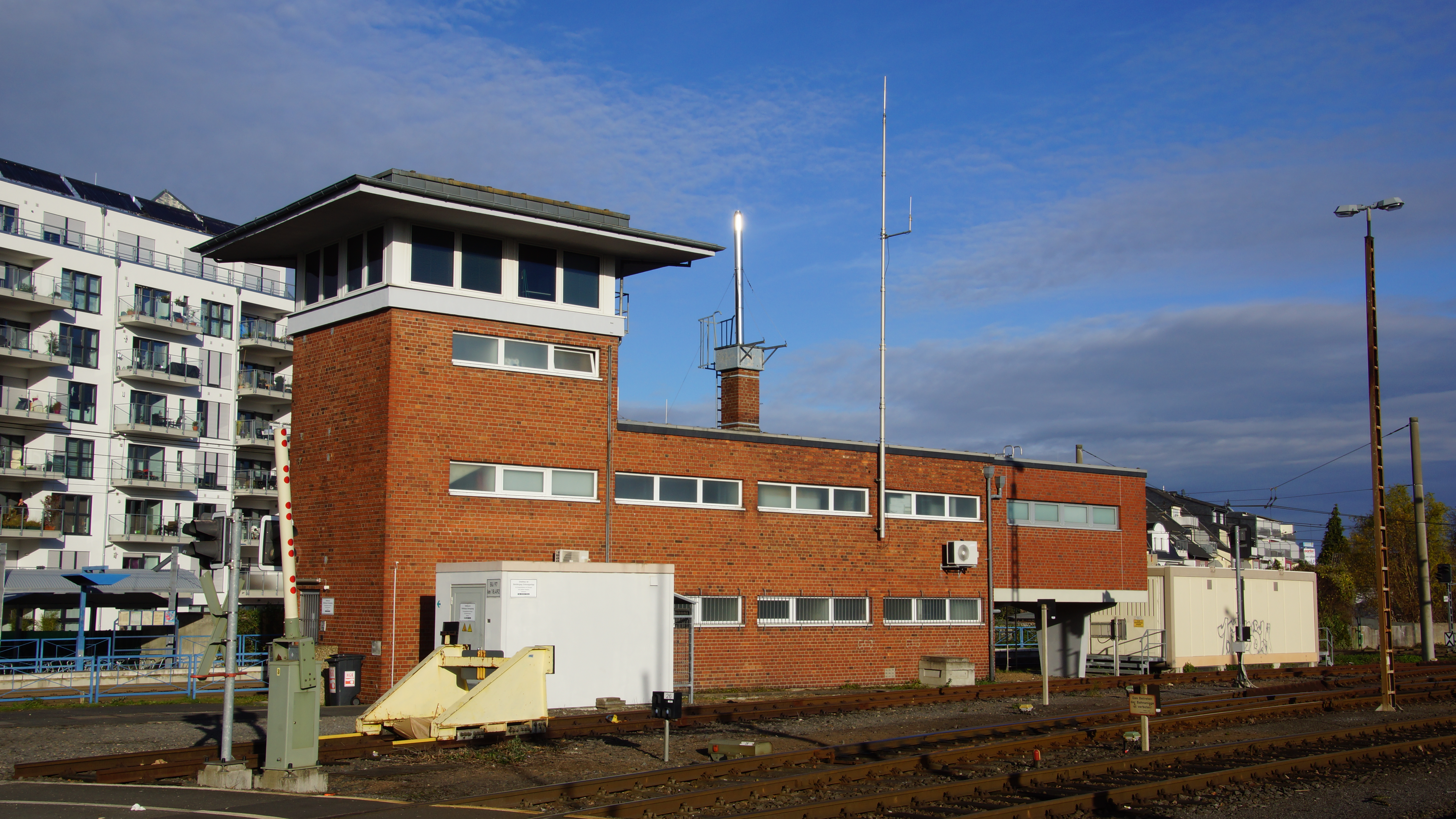
Stellwerk Bahnhof Frechen

Der Bahnhof Frechen besteht aus insgesamt 12 Gleisen. Die Gleise 1 und 2 führen am Güterbahnhof vorbei zur Haltestelle Frechen Bahnhof am Bahnübergang Clarenbachweg.
Die Gleise 4 bis 9 bilden eine Gleisharfe, die Gleise 10 bis 12 sind Stumpfgleise, welche nur über einen kleinen Ablaufberg und Handweichen zu erreichen waren. Seit dem Austausch einer Brücke im Sommer 2024 sind die Stumpfgleise und der Ablaufberg jedoch nicht mehr an das Schienennetz angebunden. Im restlichen Bahnhof ist seit Herbst 2008 der Betrieb auf elektrisch ortsgestellte Weichen umgestellt.

### Frechen – Frechen-Benzelrath

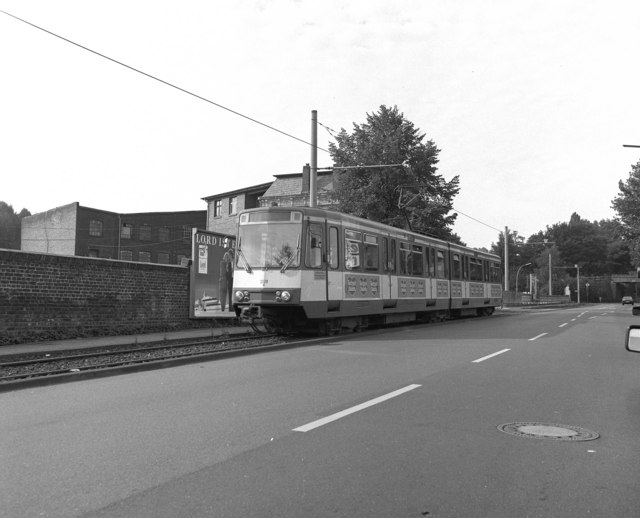
Stadtbahnlinie 2 an der Endhaltestelle Benzelrath (1986)

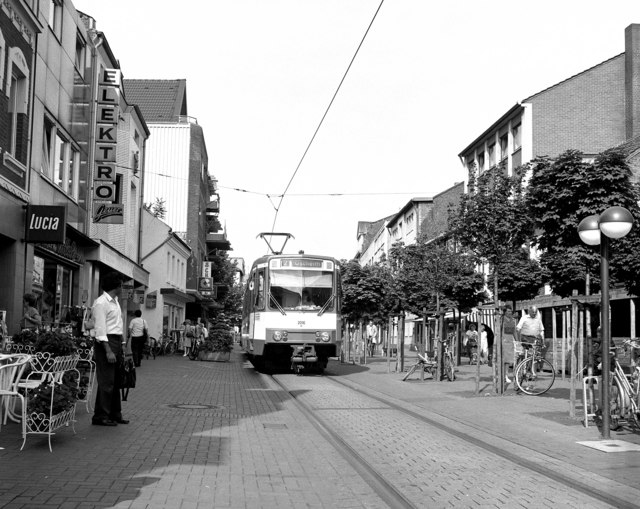
Stadtbahnlinie 2 in der Frechener Fußgängerzone (1986)

Hinter dem Bahnhof Frechen trennen sich die Gleise des Güter- und Personenverkehrs wieder.
Die Stadtbahn fährt über die ursprüngliche Strecke auf der Kölner Straße, dieser Streckenabschnitt stellt in mehreren Hinsichten einen Sonderfall dar. Ab hier wird heute nach BOStrab gefahren, die Strecke ist allerdings weiterhin rechtlich eine Eisenbahnstrecke. Hinter der Haltestelle Frechen Kirche an der Kirche St. Audomar, an der üblicherweise die Zugkreuzungen stattfinden, wird die Strecke eingleisig und führt durch die Frechener Fußgängerzone, die von der Stadtbahn mit 20 km/h befahren wird. Eine solche Streckenführung ist im Netz der Kölner Stadtbahn einmalig.
Hinter der Haltestelle Frechen Rathaus verlässt die Stadtbahn die Fußgängerzone wieder und führt auf eigenem Bahnkörper sehr eng zwischen Wohnhäusern bis zur Haltestelle Mühlengasse. Danach führt sie neben der Dürener Straße bis zur Endhaltestelle Frechen-Benzelrath. Früher gab es hier eine Wendeschleife, die mittlerweile abgebaut wurde. Mittlerweile befindet sich hier auch ein Parkplatz.
Die seit 1913 bestehenden separaten Gütergleise führen hinter dem Frechener Bahnhof etwas abseits des Stadtzentrums durch den Friedhof St. Audomar und einige Wohngebiete. Die Strecke ist hier wieder eingleisig und nicht elektrifiziert. Sie führen noch etwas weiter als die Stadtbahngleise, bis zur Nord-Süd-Bahn der RWE, wo auch ein Gleisanschluss besteht. Bis Ende der 1950er Jahre konnte in Benzelrath auf die von der Bergheimer Kreisbahn erbaute Strecke umgestiegen werden, die über Mödrath zeitweise sogar bis Nörvenich führte. Durch den Tagebau Frechen wurde die Strecke erst verlegt und schließlich komplett stillgelegt und abgebaut.

## Zukunft
Aufgrund des Braunkohleausstiegs wird in Zukunft ein großer Teil der über die Strecke beförderten Güter wegfallen. Die Nutzung der bisher nur im Güterverkehr befahrenen Streckenteile für eine Stadtbahnlinie wird deshalb schon seit längerer Zeit diskutiert.